# Großer Preis von Italien 2022
Der Große Preis von Italien 2022 (offiziell Formula 1 Pirelli Gran Premio d’Italia 2022) fand am 11. September auf dem Autodromo Nazionale di Monza in Monza statt und war das 16. Rennen der Formel-1-Weltmeisterschaft 2022.

## Bericht

### Hintergründe
Nach dem Großen Preis der Niederlande führte Max Verstappen in der Fahrerwertung mit 109 Punkten vor Charles Leclerc und vor Sergio Pérez. In der Konstrukteurswertung führte Red Bull mit 135 Punkten vor Ferrari und mit 165 Punkten vor Mercedes.
Ferrari trat mit einer speziellen gelben Lackierung an. Sie sollte auf das Wappen von Modena anspielen.
Mit Lewis Hamilton (fünfmal), Sebastian Vettel (dreimal), Fernando Alonso (zweimal), Leclerc, Pierre Gasly und Daniel Ricciardo (jeweils einmal) traten sechs ehemalige Sieger zu diesem Grand Prix an.
Vor dem dritten freien Training wurde Alexander Albon wegen einer Appendizitis medizinisch behandelt und konnte deshalb am restlichen Rennwochenende nicht teilnehmen, sein Cockpit bei Williams übernahm Nyck de Vries, welcher damit sein Formel-1-Debüt gab.
Als Rennkommissare für dieses Rennwochenende fungierten Garry Connelly (AUS), Loic Bacquelaine (BEL), Mika Salo (FIN) und Paolo Longoni (ITA).

### Training
Leclerc fuhr im ersten freien Training in 1:22,410 Minuten die Bestzeit vor Carlos Sainz jr. und George Russell.
In 1:21,664 Minuten erzielte Sainz jr. im zweiten freien Training die Bestzeit vor Verstappen und Leclerc. Das Training wurde nach einem technischen Defekt bei Mick Schumacher, der seinen Haas am Streckenrand abstellen musste, kurzzeitig unterbrochen.
Im dritten freien Training war Verstappen mit einer Rundenzeit von 1:21,252 Minuten Schnellster vor Leclerc und Pérez.

### Qualifying
Das Qualifying bestand aus drei Teilen mit einer Nettolaufzeit von 45 Minuten. Im ersten Qualifying-Segment (Q1) hatten die Fahrer 18 Minuten Zeit, um sich für das Rennen zu qualifizieren. Alle Fahrer, die im ersten Abschnitt eine Zeit erzielten, die maximal 107 Prozent der schnellsten Rundenzeit betrug, qualifizierten sich für den Grand Prix. Die besten 15 Fahrer erreichten den nächsten Teil. Verstappen war Schnellster. Die Haas- und Aston-Martin-Piloten sowie Nicholas Latifi schieden aus.
Der zweite Abschnitt (Q2) dauerte 15 Minuten. Die zehn schnellsten Piloten qualifizierten sich für den dritten Teil des Qualifyings. Sainz jr. war Schnellster. Yuki Tsunoda, Zhou Guanyu, de Vries, Valtteri Bottas und Esteban Ocon schieden aus.
Der letzte Abschnitt (Q3) ging über eine Zeit von zwölf Minuten, in denen die ersten zehn Startpositionen vergeben wurden. Leclerc fuhr in 1:20,161 Minuten die Bestzeit vor Verstappen und Sainz jr. Es war die 17. Pole-Position für Leclerc in der Formel-1-Weltmeisterschaft, davon die achte in dieser Saison.

### Rennen
Leclerc führte von der Pole weg, Russell und Lando Norris dahinter. Verstappen kam in Runde 4 auf den dritten Platz und in Runde 5 auf den zweiten Platz. Pérez kam wegen harter Reifen früher in Runde 10 an die Box und kam mit anhaltendem Bremsfeuer, das später von selbst erlosch, wieder auf die Strecke. In Runde 10 stoppte Vettel sein Auto aufgrund von Motorproblemen, was zum Einsatz eines virtuellen Safety-Cars (VSC) führte. Dies veranlasste Leclerc dazu, seine Reifen zu wechseln, da beim Boxenstopp unter VSC-Bedingungen weniger Zeit verloren geht und die Führung an Verstappen abgegeben wurde.
In Runde 26 übernahm Leclerc wieder die Führung zurück, nachdem Verstappen seine Reifen gewechselt hatte. Verstappen kam zehn Sekunden hinter Leclerc wieder auf die Strecke zurück. Alpine beschloss unterdessen, das Auto von Alonso in Runde 31 in der Boxengasse aufgrund eines Problems mit dem Wasserdruck aus dem Verkehr zu ziehen.
Leclerc legte in Runde 34 einen zweiten Boxenstopp ein und verschaffte Verstappen damit die Führung. Lance Stroll schied in Runde 39 aufgrund eines ähnlichen Motorproblems wie bei seinem Teamkollegen Vettel in Runde 10 aus. Ricciardo stoppte sein Auto aufgrund eines Öllecks, was dazu führte, dass das Safety-Car bis zum Ende des Rennens eingesetzt wurde.
Das Rennen endete in Runde 53, als Verstappen das Rennen hinter dem Safety-Car gewann. Das Podium komplettierten Leclerc und Russell. Es war der 31. Sieg für Verstappen in der Formel-1-Weltmeisterschaft, davon der elfte in dieser Saison und der fünfte in Folge. Die restlichen Punkteplatzierungen belegten Sainz jr., Hamilton, Pérez, Norris, Gasly, de Vries und Zhou. Die schnellste Rennrunde fuhr Pérez, der damit einen zusätzlichen Punkt erzielte. Für de Vries waren es die ersten Punkte in der Formel-1-Weltmeisterschaft.
In der Fahrer- und Konstrukteurswertung blieben die ersten drei Positionen unverändert.

## Meldeliste
| Team                                  | Nr. | Fahrer             | Chassis                           | Motor                             | Reifen |
| ------------------------------------- | --- | ------------------ | --------------------------------- | --------------------------------- | ------ |
| Oracle Red Bull Racing                | 01  | Max Verstappen     | Red Bull Racing RB18              | Red Bull RBPTH001                 | P      |
| Oracle Red Bull Racing                | 11  | Sergio Pérez       | Red Bull Racing RB18              | Red Bull RBPTH001                 | P      |
| Mercedes-AMG Petronas F1 Team         | 63  | George Russell     | Mercedes-AMG F1 W13 E Performance | Mercedes-AMG F1 M13 E Performance | P      |
| Mercedes-AMG Petronas F1 Team         | 44  | Lewis Hamilton     | Mercedes-AMG F1 W13 E Performance | Mercedes-AMG F1 M13 E Performance | P      |
| Scuderia Ferrari                      | 16  | Charles Leclerc    | Ferrari F1-75                     | Ferrari 066/7                     | P      |
| Scuderia Ferrari                      | 55  | Carlos Sainz jr.   | Ferrari F1-75                     | Ferrari 066/7                     | P      |
| McLaren F1 Team                       | 03  | Daniel Ricciardo   | McLaren MCL36                     | Mercedes-AMG F1 M13 E Performance | P      |
| McLaren F1 Team                       | 04  | Lando Norris       | McLaren MCL36                     | Mercedes-AMG F1 M13 E Performance | P      |
| BWT Alpine F1 Team                    | 14  | Fernando Alonso    | Alpine A522                       | Renault E-Tech RE22               | P      |
| BWT Alpine F1 Team                    | 31  | Esteban Ocon       | Alpine A522                       | Renault E-Tech RE22               | P      |
| Scuderia AlphaTauri                   | 10  | Pierre Gasly       | AlphaTauri AT03                   | Red Bull RBPTH001                 | P      |
| Scuderia AlphaTauri                   | 22  | Yuki Tsunoda       | AlphaTauri AT03                   | Red Bull RBPTH001                 | P      |
| Aston Martin Aramco Cognizant F1 Team | 18  | Lance Stroll       | Aston Martin AMR22                | Mercedes-AMG F1 M13 E Performance | P      |
| Aston Martin Aramco Cognizant F1 Team | 34  | Nyck de Vries      | Aston Martin AMR22                | Mercedes-AMG F1 M13 E Performance | P      |
| Aston Martin Aramco Cognizant F1 Team | 05  | Sebastian Vettel   | Aston Martin AMR22                | Mercedes-AMG F1 M13 E Performance | P      |
| Williams Racing                       | 23  | Alexander Albon    | Williams FW44                     | Mercedes-AMG F1 M13 E Performance | P      |
| Williams Racing                       | 45  | Nyck de Vries      | Williams FW44                     | Mercedes-AMG F1 M13 E Performance | P      |
| Williams Racing                       | 06  | Nicholas Latifi    | Williams FW44                     | Mercedes-AMG F1 M13 E Performance | P      |
| Alfa Romeo F1 Team ORLEN              | 77  | Valtteri Bottas    | Alfa Romeo C42                    | Ferrari 066/7                     | P      |
| Alfa Romeo F1 Team ORLEN              | 24  | Zhou Guanyu        | Alfa Romeo C42                    | Ferrari 066/7                     | P      |
| Haas F1 Team                          | 20  | Kevin Magnussen    | Haas VF-22                        | Ferrari 066/7                     | P      |
| Haas F1 Team                          | 99  | Antonio Giovinazzi | Haas VF-22                        | Ferrari 066/7                     | P      |
| Haas F1 Team                          | 47  | Mick Schumacher    | Haas VF-22                        | Ferrari 066/7                     | P      |

Anmerkungen
1. 1 2  Der Aston Martin mit der Startnummer 34 wurde im ersten freien Training für de Vries eingesetzt. Vettel übernahm das Fahrzeug anschließend für das restliche Rennwochenende mit seiner Startnummer 5.
2. 1 2  Albon bestritt das erste und zweite freie Training im Williams mit der Startnummer 23. Nach einer Appendizitis bei Albon übernahm de Vries das Fahrzeug für das restliche Rennwochenende mit der Startnummer 45.
3. 1 2  Der Haas mit der Startnummer 99 wurde im ersten freien Training für Giovinazzi eingesetzt. Schumacher übernahm das Fahrzeug anschließend für das restliche Rennwochenende mit seiner Startnummer 47.

## Klassifikationen

### Qualifying
| Pos.                                                                      | Fahrer           | Konstrukteur                 | Q1       | Q2         | Q3         | Start |
| ------------------------------------------------------------------------- | ---------------- | ---------------------------- | -------- | ---------- | ---------- | ----- |
| 01                                                                        | Charles Leclerc  | Ferrari                      | 1:21,280 | 1:21,208   | 1:20,161   | 01    |
| 02                                                                        | Max Verstappen   | Red Bull Racing-RBPT         | 1:20,922 | 1:21,265   | 1:20,306   | 07    |
| 03                                                                        | Carlos Sainz jr. | Ferrari                      | 1:21,348 | 1:20,878   | 1:20,429   | 18    |
| 04                                                                        | Sergio Pérez     | Red Bull Racing-RBPT         | 1:21,495 | 1:21,358   | 1:21,206   | 13    |
| 05                                                                        | Lewis Hamilton   | Mercedes                     | 1:22,048 | 1:21,708   | 1:21,524   | 19    |
| 06                                                                        | George Russell   | Mercedes                     | 1:21,785 | 1:21,747   | 1:21,542   | 02    |
| 07                                                                        | Lando Norris     | McLaren-Mercedes             | 1:22,130 | 1:21,831   | 1:21,584   | 03    |
| 08                                                                        | Daniel Ricciardo | McLaren-Mercedes             | 1:22,139 | 1:21,855   | 1:21,925   | 04    |
| 09                                                                        | Pierre Gasly     | AlphaTauri-RBPT              | 1:22,010 | 1:22,062   | 1:22,648   | 05    |
| 10                                                                        | Fernando Alonso  | Alpine-Renault               | 1:22,089 | 1:21,861   | keine Zeit | 06    |
| 11                                                                        | Esteban Ocon     | Alpine-Renault               | 1:22,166 | 1:22,130   | –          | 14    |
| 12                                                                        | Valtteri Bottas  | Alfa Romeo-Ferrari           | 1:22,254 | 1:22,235   | –          | 15    |
| 13                                                                        | Nyck de Vries    | Williams-Mercedes            | 1:22,567 | 1:22,471   | –          | 08    |
| 14                                                                        | Zhou Guanyu      | Alfa Romeo-Ferrari           | 1:22,003 | 1:22,577   | –          | 09    |
| 15                                                                        | Yuki Tsunoda     | AlphaTauri-RBPT              | 1:22,020 | keine Zeit | –          | 20    |
| 16                                                                        | Nicholas Latifi  | Williams-Mercedes            | 1:22,587 | –          | –          | 10    |
| 17                                                                        | Sebastian Vettel | Aston Martin Aramco-Mercedes | 1:22,636 | –          | –          | 11    |
| 18                                                                        | Lance Stroll     | Aston Martin Aramco-Mercedes | 1:22,748 | –          | –          | 12    |
| 19                                                                        | Kevin Magnussen  | Haas-Ferrari                 | 1:22,908 | –          | –          | 16    |
| 20                                                                        | Mick Schumacher  | Haas-Ferrari                 | 1:23,005 | –          | –          | 17    |
| 107-Prozent-Zeit: 1:26,586 min (bezogen auf Q1-Bestzeit von 1:20,922 min) |                  |                              |          |            |            |       |

Anmerkungen
1. ↑  Verstappen wurde wegen der Verwendung zusätzlicher Antriebskomponenten um fünf Positionen nach hinten versetzt.
2. ↑  Sainz jr. wurde wegen der Verwendung zusätzlicher Antriebskomponenten ans Ende des Feldes versetzt.
3. ↑  Pérez wurde wegen der Verwendung zusätzlicher Antriebskomponenten um zehn Positionen nach hinten versetzt.
4. ↑  Hamilton wurde wegen der Verwendung zusätzlicher Antriebskomponenten ans Ende des Feldes versetzt.
5. ↑  Ocon wurde wegen der Verwendung zusätzlicher Antriebskomponenten um fünf Positionen nach hinten versetzt.
6. ↑  Bottas wurde wegen der Verwendung zusätzlicher Antriebskomponenten um 15 Positionen nach hinten versetzt.
7. ↑  Tsunoda wurde wegen des Ansammelns von fünf Verwarnungen, des Missachtens gelber Flaggen und der Verwendung zusätzlicher Antriebskomponenten ans Ende des Feldes versetzt.
8. ↑  Magnussen wurde wegen der Verwendung zusätzlicher Antriebskomponenten um 15 Positionen nach hinten versetzt.
9. ↑  Schumacher wurde wegen der Verwendung zusätzlicher Antriebskomponenten und eines Getriebewechsels um 15 Positionen nach hinten versetzt.

### Rennen
| Pos. | Fahrer           | Konstrukteur                 | Runden | Stopps | Zeit        | Start | Schnellste Runde |
| ---- | ---------------- | ---------------------------- | ------ | ------ | ----------- | ----- | ---------------- |
| 01   | Max Verstappen   | Red Bull Racing-RBPT         | 53     | 2      | 1:20:27,511 | 07    | 1:24,745 (38.)   |
| 02   | Charles Leclerc  | Ferrari                      | 53     | 3      | + 2,446     | 01    | 1:24,336 (38.)   |
| 03   | George Russell   | Mercedes                     | 53     | 2      | + 3,405     | 02    | 1:25,288 (40.)   |
| 04   | Carlos Sainz jr. | Ferrari                      | 53     | 2      | + 5,061     | 18    | 1:24,446 (41.)   |
| 05   | Lewis Hamilton   | Mercedes                     | 53     | 1      | + 5,380     | 19    | 1:24,434 (43.)   |
| 06   | Sergio Pérez     | Red Bull Racing-RBPT         | 53     | 2      | + 6,091     | 13    | 1:24,030 (46.)   |
| 07   | Lando Norris     | McLaren-Mercedes             | 53     | 2      | + 6,207     | 03    | 1:24,718 (43.)   |
| 08   | Pierre Gasly     | AlphaTauri-RBPT              | 53     | 1      | + 6,396     | 05    | 1:26,718 (30.)   |
| 09   | Nyck de Vries    | Williams-Mercedes            | 53     | 1      | + 7,122     | 08    | 1:26,624 (41.)   |
| 10   | Zhou Guanyu      | Alfa Romeo-Ferrari           | 53     | 1      | + 7,910     | 09    | 1:26,361 (41.)   |
| 11   | Esteban Ocon     | Alpine-Renault               | 53     | 1      | + 8,323     | 14    | 1:26,593 (37.)   |
| 12   | Mick Schumacher  | Haas-Ferrari                 | 53     | 1      | + 8,549     | 17    | 1:25,298 (43.)   |
| 13   | Valtteri Bottas  | Alfa Romeo-Ferrari           | 52     | 1      | + 1 Runde   | 15    | 1:25,706 (45.)   |
| 14   | Yuki Tsunoda     | AlphaTauri-RBPT              | 52     | 2      | + 1 Runde   | 20    | 1:26,857 (43.)   |
| 15   | Nicholas Latifi  | Williams-Mercedes            | 52     | 2      | + 1 Runde   | 10    | 1:26,798 (17.)   |
| 16   | Kevin Magnussen  | Haas-Ferrari                 | 52     | 2      | + 1 Runde   | 16    | 1:26,798 (37.)   |
| –    | Daniel Ricciardo | McLaren-Mercedes             | 45     | 1      | DNF         | 04    | 1:26,603 (39.)   |
| –    | Lance Stroll     | Aston Martin Aramco-Mercedes | 39     | 1      | DNF         | 12    | 1:27,467 (34.)   |
| –    | Fernando Alonso  | Alpine-Renault               | 31     | 0      | DNF         | 06    | 1:27,203 (07.)   |
| –    | Sebastian Vettel | Aston Martin Aramco-Mercedes | 10     | 0      | DNF         | 11    | 1:27,501 (04.)   |

## WM-Stände nach dem Rennen
Die ersten zehn des Rennens bekamen 25, 18, 15, 12, 10, 8, 6, 4, 2 bzw. 1 Punkt(e). Zusätzlich gab es einen Punkt für die schnellste Rennrunde, da der Fahrer unter den ersten Zehn landete.

### Fahrerwertung
| Pos. | Fahrer           | Konstrukteur         | Punkte |
| ---- | ---------------- | -------------------- | ------ |
| 01   | Max Verstappen   | Red Bull Racing-RBPT | 335    |
| 02   | Charles Leclerc  | Ferrari              | 219    |
| 03   | Sergio Pérez     | Red Bull Racing-RBPT | 210    |
| 04   | George Russell   | Mercedes             | 203    |
| 05   | Carlos Sainz jr. | Ferrari              | 187    |
| 06   | Lewis Hamilton   | Mercedes             | 168    |
| 07   | Lando Norris     | McLaren-Mercedes     | 88     |
| 08   | Esteban Ocon     | Alpine-Renault       | 66     |
| 09   | Fernando Alonso  | Alpine-Renault       | 59     |
| 10   | Valtteri Bottas  | Alfa Romeo-Ferrari   | 46     |
| 11   | Pierre Gasly     | AlphaTauri-RBPT      | 22     |

| Pos. | Fahrer           | Konstrukteur                 | Punkte |
| ---- | ---------------- | ---------------------------- | ------ |
| 12   | Kevin Magnussen  | Haas-Ferrari                 | 22     |
| 13   | Sebastian Vettel | Aston Martin Aramco-Mercedes | 20     |
| 14   | Daniel Ricciardo | McLaren-Mercedes             | 19     |
| 15   | Mick Schumacher  | Haas-Ferrari                 | 12     |
| 16   | Yuki Tsunoda     | AlphaTauri-RBPT              | 11     |
| 17   | Zhou Guanyu      | Alfa Romeo-Ferrari           | 6      |
| 18   | Lance Stroll     | Aston Martin Aramco-Mercedes | 5      |
| 19   | Alexander Albon  | Williams-Mercedes            | 4      |
| 20   | Nyck de Vries    | Williams-Mercedes            | 2      |
| 21   | Nicholas Latifi  | Williams-Mercedes            | 0      |
| 22   | Nico Hülkenberg  | Aston Martin Aramco-Mercedes | 0      |

### Konstrukteurswertung
| Pos. | Konstrukteur         | Punkte |
| ---- | -------------------- | ------ |
| 1    | Red Bull Racing-RBPT | 545    |
| 2    | Ferrari              | 406    |
| 3    | Mercedes             | 371    |
| 4    | Alpine-Renault       | 125    |
| 5    | McLaren-Mercedes     | 107    |

| Pos. | Konstrukteur                 | Punkte |
| ---- | ---------------------------- | ------ |
| 06   | Alfa Romeo-Ferrari           | 52     |
| 07   | Haas-Ferrari                 | 34     |
| 08   | AlphaTauri-RBPT              | 33     |
| 09   | Aston Martin Aramco-Mercedes | 25     |
| 10   | Williams-Mercedes            | 6      |